# Martín Zarzar
Martín Zarzar (născut în Lima, Peru) este un cantautor, compozitor, multi-instrumentist și producător american. Timp de aproape zece ani a performat și a contribuit muzical la aranjamentele a șase albume muzicale ale aclamatei trupe Pink Martini.

## Biografie
Martín Zarzar s-a născut în Lima, Peru, el a trăit și a studiat în multe țări. A absolvit prestigiosul Berklee College of Music în Boston (MA), cu magna cum laude.
Când avea doi ani familia lui s-a mutat la Londra, atunci a început sa studieze pianul de la Eugene Skeef.
Vorbește și cântă în mai multe limbi: engleză, spaniolă, franceză, portugheză și arabă.  

## Cariera
La vârsta de treisprezece ani a primit un set de tobe iar la vârsta de cincisprezece ani a început cariera profesionistă de muzician, alături de trupa  Al-Andalus Ensemble, cu care a călătorit, a performat și a înregistrat albume.
Timp de aproape zece ani a performat și a contribuit muzical la aranjamentele a șase albume muzicale ale aclamatei trupe Pink Martini.
Una dintre compozițiile originale este melodia, “Mar Desconocido,” care apare în al patrulea album Pink Martini , întitulat Hey Eugene!
De-a lungul timpului a colaborat cu nume răsunatoare din lume muzicii, cum ar fi  Simon Shaheen, Jamey Haddad, Oscar Stagnaro, Essiet Essiet, Al-Andalus Ensemble, John Butler, Eugene Skeef, Women Of The World, Leo Blanco, Benny Green, Sean Ghazi, Rufus Wainwright, Fared Shafinury, Mario Frangoulis, Dan Gaynor, Edna Vazquez, Mario Diaz, Dave Eggar și mulți alții.
Activitatea  sa solo i-a adus câteva premii internaționale și a fost bine primită atât de critici, muzicieni, cât și de public. Opera lui Martin este inspirată de o viață de călătorie, de o educație multiculturală și de angajamentul față de o societate deschisă și pluralistă, cu șanse egale pentru toți.
Cea mai populară melodie interpretată și rearanjată de el este Moliendo Cafe.
Ca și producător, a co-scris multe melodii și a produs albume pentru alți artiști.

## Discografie

### Albume
- 2012 – Two Dollars to Ride the Train
- 2013 – Libre
- 2013 – Quizas, Quizas, Quizas
- 2015 – Lifted High
- 2019 – El Jardin de Mi Abuela
- 2020 – Bed Bugs
- 2022 -  If I Fall in Love With You

### Melodii și EP
- 2020 – When I Fall
- 2020 – Tango Tangier
- 2020 – Dance Alone
- 2020 – Besame Mucho
- 2020 – Caballo Viejo
- 2020 – Historia de un Amor
- 2020 – Reckless
- 2020 – Windmills of Your Mind
- 2021 – Only Your Love
- 2021 – Un Beso Y Una Flor
- 2021 - Ella No Tiene Miedo
- 2021 - Shout
- 2021 - Contradicciones
- 2021 - The Rain
- 2021 - Felicidades
- 2022 - De Esta Agua
- 2022 - If I Fall in Love With You
- 2022 - The Storyteller
- 2022 - Speaking Terms
- 2022 - Dandelion Man
- 2022 - Sky Was Her Name

### Alături dePink Martini
- 2004 - Hang on Little Tomato
- 2007 - Hey Eugene!
- 2009 - Splendor in the Grass
- 2010 - Joy to the World
- 2011 - A Retrospective

## Premii și nominalizări
- 2013 - Independent Music Awards (IMAs) for Best Song - Story Song
- 2013 - Independent Music Awards (IMAs) for Best Song - Children’s Music
- 2013 - Independent Music Awards (IMAs) for Best Song - Vox Pop Award
- 2014 - Independent Music Awards (IMAs) for Best Song - World Beat
- 2014 - Independent Music Awards (IMAs) for Best Song - Love Song
- 2019 - Independent Music Awards (IMAs) for Best Song - Acoustic Song
- 2019 - Independent Music Awards (IMAs)[8] for Best Song - Reggae/Ska/Dancehall